# Димитър Съселов (астроном)
Вижте пояснителната страница за други личности с името Димитър Съселов.
Димитър Д. Съселов (на английски: Dimitar Sasselov) е български астроном, професор в Харвардския университет (Кеймбридж, Масачузетс, САЩ).

## Биография
Астрономът Димитър Съселов е роден в Несебър, син е на архитекта Димитър Съселов и внук на автора на исторически студии за прабългарите Димитър Съсълов.
Завършва прогимназия в Несебър и ГПАЕ „Гео Милев“ в Бургас. Следва във Физическия факултет на Софийския университет.
Още като студент, през 1980 г., негово изследване по астрономия е публикувано в международно научно издание, което става повод да получи покана от Световната астрономическа асоциация за специализация в университета в Торонто, Канада. Съселов емигрира едва след началото на реформите в България, но и преди това работи за научната си степен в Торонто, успоредно със защитената през 1988 г. кандидатска дисертация по физика.
През 1998 г. е поканен за професор в „Харвард“, където между 1999 г. и 2003 г. е главен лектор в Департамента по астрономия. Понастоящем е директор на Харвард-Смитсониън Център по астрофизика и на новия мултидисциплинарен център Origins of Life Initiative, който събира учени от различни области за изследване на живота в контекста на вселената.

## Научни интереси и приноси
Димитър Съселов се занимава с изследвания на връзката между материя и лъчение. Научните му интереси се простират от еволюцията на водорода и хелия в ранната вселена, през строежа на звездите, до пулсарите и определянето на разстоянията до други галактики.
Последните му изследвания, с които добива и международна известност, са свързани с откриването на други подобни на Земята планети извън Слънчевата система, обикалящи около звезди (екзопланети). Чрез разработения от Съселов и сътрудниците му метод на транзитното търсене те откриват през 2003 г. най-далечната планета OGLE-TR-56b в съзвездието Стрелец.
Автор е на книгите „Stellar Pulsation“ (2001) и „Pulsating Stars“ (1998).

Екипът на Димитър Съселов посредством телескопа „Кеплер“ на базата на така нареченият „транзитен метод“ открива стотици планети подобни на Земята, като експериментално е установено, че по-голяма част от планетите са с размера на нашата планета. Той твърди, че само в рамките на нашата галактика съществуват над 100 милиона планети сравними по размер със Земята.. Само за няколко години 60 от тях ще бъдат изучени детайлно. Според Съселов науката е в процес на предопределяне на живота който познаваме и ще измени мирогледа на човечеството до неузнаваемост в близките години. 
| „ | Вселената и животът са заедно и в пространството и във времето. Животът може да е незначителен по размери, но е значим във времето. Животът и Вселената съпоставени един към друг, са като дете и родител, родител и потомък. Какво означава това? Показва ни, че тази концепция за незначителност която научихме от принципа на Коперник, е изцяло грешна. Има огромен, значим потенциал в живота в тази Вселена – особено сега, когато знаем, че места като Земятя са често срещани. И този значим потенциал е също и наш потенциал. И ако ние сме икономите на нашата планета Земя и на нейната биосфера, по-добре да разберем космическата значимост и да направим нещо. Нека започнем нова революция в края на старата, заедно със синтетичната биология, като път за преобразуване на нашата среда и нашето бъдеще. | “ |